# Сычковский сельсовет
Сы́чковский сельсовет (бел. Сы́чкаўскі  сельсавет) — административно-территориальная единица Бобруйского района Могилёвской области Белоруссии.
В д. Сычково расположен мемориальный комплекс «Курган Славы» — место ежегодного проведения районного праздника Дня Победы.

## История
18 августа 1972 года в городскую черту города Бобруйска включены деревни Дедново, Киселевичи и посёлок Дедново Слободковского сельсовета и деревня Еловики Сычковского сельсовета Бобруйского района Могилёвской области.

## Географическое положение
Сычковский сельский Совет депутатов расположен в северной части Бобруйского района. Территория — 148,5 км2. Граничит с Кировским и Осиповичским районами. Расстояние от центра сельского Совета до районного центра — Бобруйска — составляет 7 км.

## Население
- 1999 год — 2209 человек
- 2010 год — 1592 человека

На 2013 год проживают 1651 человек, находится 863 домашних хозяйств.

## Промышленность
- ОАО "Совхоз «Киселевичи» (ранее находившееся на землях сельсовета ОАО «ЛенинаАгро», вошло в состав)
- Котельная УКП «Жилкомхоз»
- ОДО «Зеленый бор», ЧПУП «Экомебель», ООО «Мипар», ЧПУП «Сапермебель» и другие.

## Социальная сфера
- Государственное учреждение образования «Ленинский учебно-педагогический комплекс детский сад-общеобразовательная средняя школа Бобруйского района»;
- Сычковский сельский дом культуры;
- Сельские библиотеки в д. Сычково и аг. Ленина;
- Музей д. Сычково;
- Комплексно-приемный пункт (КПП) Бобруйского УКП «Райбытуслуги».

Учреждения здравоохранения:
- Ленинская амбулатория врача общей практики, Сычковский и Щатковский фельдшерско-акушерские пункты

## Состав
Включает 26 населённых пунктов:
- Антоновка — деревня.
- Барборово — деревня.
- Бибковщина — деревня.
- Бояры — деревня.
- Вербки — деревня.
- Виноградовка — деревня.
- Изюмово — деревня.
- Калинино — деревня.
- Красное — деревня.
- Ленина — агрогородок.
- Лысая Горка — деревня.
- Мирадино — деревня.
- Миратино — деревня.
- Панюшковичи — деревня.
- Подсобное — деревня.
- Подъясенка — деревня.
- Роксолянка — деревня.
- Соломенка — деревня.
- Сосновая — деревня.
- Сычково — деревня.
- Тивновичи — деревня.
- Токари — деревня.
- Токари — хутор.
- Топорки — деревня.
- Черница — деревня.
- Щатково — деревня.